# Дисконтна картка
Диско́нтна ка́ртка (купон, ваучер, талон тощо) — це засіб що гарантує отримання споживачем знижки в торговельних точках продавця (-ів) або учасників дисконтного клубу, при дотриманні правил використання цих карток.
Дисконтні картки як правило випускають мережі магазинів, АЗС, автосалони, спортивні клуби, пральні, аптеки, клініки, авіакомпанії, салони краси, ресторани, клуби, інтернет-провайдери, автомайстерні, зоомагазини тощо, для обслуговування власних програм лояльності знижок.

## Форми випуску

Зразок дисконтної картки

- Пластикова картка, оснащена штрих-кодом, магнітною смугою або чипом;
- Картка з пластику, картону або паперу на якій вказано розмір знижки та / або термін дії, група товарів;
- Електронна дисконтна картка — цифровий квиток, код або зображення, на електронному носії (телефон, КПК, що зчитує та / або передаючих пристроях зберігання інформації) містить в собі будь-який засіб ідентифікації знижки (штрих-код, запис в базі даних, цифровий підпис, унікальний ідентифікатор тощо);
- Картка за технологією Visual — на поверхні картки завдано спеціальний невидимий шар. Він змінює свою прозорість в точці нагріву з прозорого на непрозорий і навпаки. І так — до 500 разів. Це дозволяє наносити будь-яке зображення, стирати і наносити нове, при цьому не потрібні витратні матеріали.

## Типи знижок надаються дисконтними картками
- Стандартна фіксована знижка у відсотках від суми оплати.
- Накопичувальна знижка.
- Пільги або преференції на право першочергового придбання рідкісних або колекційних товарів.
- Абонемент (користувач здійснює передоплату за товар або послугу, а потім поступово витрачає свої гроші при цьому або отримує розширений пакет послуг, або товари зі знижкою).
- Бонус (щоб отримати знижки, бонуси або подарунки, користувач повинен набрати певну компанією кількість очок).

## Товари та послуги при оплаті за які, можуть використовуватись дисконтні картки
- Продовольчі товари
- Одяг, взуття, сумки, аксесуари
- Косметика, парфумерія
- Коштовності
- Побутова техніка та електроніка
- Ресторани и кафетерії
- ліки / товари для здоров'я
- послуги АЗС
- СТО, послуги автосервісу / автозапчастини
- Товари для дому / подарунки
- Книги, відео, музика
- Комп'ютери і комплектуючі
- Послуги салонів краси, спа-салонів, спортзалів
- Туристичні послуги
- Медичні послуги
- Театри, кінотеатри і розважальні центри та ін.
- таке інше

## Дисконтні картки в Україні
- Європейська молодіжна картка